# W. T. Cosgrave
William Thomas Cosgrave (em irlandês: Liam Tomás Mac Cosgair; Dublin, 6 de Junho de 1880 – Dublin, 16 de Novembro de 1965), conhecido como W. T. Cosgrave, foi um político irlandês que sucedeu Michael Collins como presidente do Governo Provisório da Irlanda de Agosto a Dezembro de 1922. Ele foi o primeiro Presidente do Conselho Executivo do Estado Livre Irlandês, de 1922 a 1932.

## Carreira política
Cosgrave nasceu em 174 James's Street, em Dublin, em 1880 e frequentou a escola Christian Brethren em Malahide Road. Cosgrave tornou-se politicamente ativo quando participou de uma reunião do Sinn Féin em 1905. De 1909 a 1922 foi conselheiro do Sinn Féin na cidade de Dublin e juntou-se aos Voluntários Irlandeses em 1913. Cosgrave participou ativamente da Revolta da Páscoa de 1916 – sob o comando de Éamonn Ceannt. Após a revolta, ele foi condenado à morte e enviado para a prisão em Frongoch, País de Gales. A pena foi posteriormente comutada para prisão perpétua. Embora estivesse na prisão, Cosgrave ganhou um assento na Câmara dos Comuns pelo Sinn Féin em uma eleição suplementar em 1917 e como membro do parlamento pelo círculo eleitoral de Carlow-Kilkenny na eleição de 1918. Cosgrave foi libertado da prisão em 1918 por uma anistia geral e foi membro do recém-criado revolucionário Dáil Éireann em 1919. No mesmo ano, em 24 de junho, Cosgrave casou-se com Louisa Flanagan em Dublin.

## Ministro dos Distritos e Municípios
Embora Cosgrave fosse um dos membros mais experientes politicamente do Sinn Féin, ele não fazia parte da liderança do partido. Mas sua estreita amizade com Éamon de Valera rendeu a Cosgrave um cargo ministerial em seu governo. Sua principal tarefa era organizar um sistema alternativo de governo e separar-se do Reino Unido – um papel no qual Cosgrave foi muito bem-sucedido. Em 1920 supervisionou as eleições em nível municipal, nas quais a representação proporcional foi usada pela primeira vez. O Sinn Féin venceu em 28 dos 33 municípios; essas comunidades imediatamente terminaram suas relações com os britânicos e juraram lealdade ao Ministério dos Municípios.

## O Tratado Anglo-Irlandês
Cosgrave e de Valera se desentenderam em 1921 por causa do Tratado Anglo-Irlandês – metade do Sinn Féin (ao qual de Valera pertencia) viu este documento como uma traição à "República da Irlanda", enquanto para a outra metade a "liberdade para a liberdade alcançar" (de acordo com Michael Collins) era um objetivo importante no caminho para a independência. Cosgrave juntou-se assim a Collins e Arthur Griffith, sucessor de Valera como líder do Sinn Féin, e assim tornou-se parte do governo provisório sob Arthur Griffith.

## Presidente do Governo Provisório
Em agosto de 1922, Griffith (morte natural) e Collins (assassinado) morreram em rápida sucessão. Com de Valera como líder dos opositores do tratado na Guerra Civil Irlandesa, o Estado Livre (que estava apenas em sua infância, mas só entrou oficialmente em vigor em dezembro) havia perdido todos os líderes conhecidos. Embora Collins tenha sucedido como comandante do Exército Nacional com a alternativa do general Richard Mulcahy, ele votou em Cosgrave como o novo líder. Cosgrave tornou-se assim Presidente do Dáil Éireann e Presidente do Governo Provisório da Irlanda do Sul. Quando o novo Estado Livre Irlandês foi oficialmente criado em 6 de dezembro de 1922, Cosgrave foi seu primeiro primeiro-ministro – o título oficial era Presidente do Conselho Executivo.
W. T. Cosgrave era um homem pequeno, na verdade tranquilo, que, aos 42 anos, era o membro mais velho do gabinete e nunca quis chegar ao cargo de liderança no país – mas quando ocupou o cargo, fez um trabalho muito bom. Uma de suas principais tarefas era manter unida a ainda muito instável nova estrutura estatal e provar que os irlandeses podem governar e governar a si mesmos. Alguns historiadores afirmam que Cosgrave nunca teve grandes visões como líder e estava cercado por pessoas que provavelmente seriam mais adequadas para o cargo, mas em seus mais de dez anos como presidente ele é considerado um estadista muito estável e principalmente equilibrado.

## Política interna
Como líder do governo do Estado Livre durante a Guerra Civil, Cosgrave foi muito implacável quando se tratava de defender o estado contra seus ex-companheiros de armas republicanos. A lei e a ordem eram a principal prioridade, mas muitos cidadãos não o perdoavam por ordenar a execução de prisioneiros republicanos sem julgamento. Um total de 77 prisioneiros foram executados entre novembro de 1922 e maio de 1923 – muito mais do que os britânicos haviam executado durante toda a Guerra de Independência da Irlanda.
Em abril de 1923, os partidários do Tratado do Sinn Féin formaram um novo partido político, com Cumann na nGaedheal e Cosgrave como seu líder.

## A eleição de 1932
1932 foi o ano em que uma nova eleição para o Dáil Éireann teve que ocorrer, e embora isso não tivesse sido necessário até o final do ano, Cosgrave surpreendentemente a agendou em fevereiro. Cumann na nGaedheal liderou a campanha eleitoral com 10 anos de política bem-sucedida e estável atrás de si e pintou o comunismo na parede em relação à oposição em torno de Fianna Fáil. No entanto, Fianna Fáil fez campanha com um novo e eficaz manifesto e reformas sociais e foi capaz de obter fortes ganhos, de modo que Cumann na nGaedheal em torno de Cosgrave perdeu a eleição e tornou-se a oposição.
Em 1933, Cumann na nGaedheal, o Partido do Centro Nacional e os Blueshirts fundiram-se para formar o novo partido Fine Gael. Cosgrave tornou-se seu primeiro líder e assim permaneceu até sua renúncia política em 1944.

## Legados
Cosgrave foi um líder eficaz em vez de um líder carismático e colorido, liderando o novo Estado através do período mais difícil de sua história para estabelecer uma base sólida para a independência. O governo de Cosgrave desempenhou um papel importante no desenvolvimento do Império Britânico para a Comunidade Britânica.
Olhando para trás no momento difícil no cargo, o papel de Cosgrave como líder é muitas vezes subestimado. No período após a Primeira Guerra Mundial, quando muitos governos democráticos se transformaram em ditaduras, o Estado Livre Irlandês sob Cosgrave permaneceu inquestionavelmente democrático – como pode ser visto pelo fato de que Cosgrave deixou seu cargo para seu antigo amigo, então opositor, Éamon de Valera, depois de perder a eleição em 1932 sem incidentes. Ao fazer isso, Cosgrave cortou pela raiz considerações dentro do exército que queriam instigar um golpe de Estado para mantê-lo no poder.
No entanto, Cosgrave recebeu provavelmente a maior confirmação de seu adversário político de longa data de Valera, que também se reconciliou com ele antes da morte de Cosgrave. De Valera disse em 1932 – e pouco antes de sua própria morte – a um repórter que lhe perguntou qual era seu maior erro: "não aceitar o Tratado Anglo-Irlandês". Em 1932, de Valera também disse a seu filho Vivion, depois que ele tomou o poder e leu os documentos de seu antecessor Cosgrave sobre a Commonwealth: "Você foi simplesmente fantástico, Viv".

## Morte
W. T. Cosgrave morreu em 16 de novembro de 1965. O governo de Fianna Fáil sob Seán F. Lemass homenageou os falecidos com um funeral de Estado com a presença de todo o gabinete, os líderes de todos os partidos políticos e Éamon de Valera (como presidente da Irlanda).

O filho de Cosgrave, Liam, seguiu seu pai na política como Teachta Dála em 1944 e foi líder do Fine Gael de 1965 a 1977 e do Taoiseach de 1973 a 1977. O neto de Cosgrave, Liam T. Cosgrave, também foi deputado e senador em Seanad Éireann.